# Platypilumnus
Platypilumnus is een geslacht van kreeftachtigen uit de klasse van de Malacostraca (hogere kreeftachtigen).

## Soorten
- Platypilumnus gracilipes Alcock, 1894
- Platypilumnus inermis Guinot, 1985
- Platypilumnus jamiesoni Richer de Forges, 1996
- Platypilumnus soelae Garth, 1987